# Pénombre
Cet article court présente un sujet plus développé dans : Ombre et crépuscule.
La pénombre est la zone de moindre éclairement que détermine l'interception partielle de la source lumineuse par un objet. En astronomie, cette zone correspond, à la surface de la Terre, à une éclipse partielle du Soleil. En peinture, la pénombre est une des difficultés techniques du clair-obscur.
La pénombre est aussi, appelée dans le langage courant le crépuscule, l'état d'un lieu mal éclairé où les objets sont indistincts, et par cliché, ce qui est mal connu, discret ou mal dissimulé.
| Ellipse 30, sens inverse Ellipse 30, sens de circulation La lumière alentour la rend légèrement indistincte. Elle n'attire pas l'attention. Un conducteur averti approche prudemment la pénombre. | Ellipse 30, sens inverse Ellipse 30, sens de circulation Entre les deux images alentour. | Ellipse 30, sens de circulation L'absence de lumière alentour la rend très distincte, très ostensible et indissimulable. |